# Йосип Тимковський
Йо́сип Тимофі́йович Тимко́вський (Тимкі́вський) (1732, хутір Княжий, Грунська сотня, Гадяцький полк, Військо Запорозьке Городове — після 1790) — український вчений-медик. Доктор медицини, випускник Лейденського та Страсбурзького університетів, пульмонолог, військовий лікар.

## Життєпис

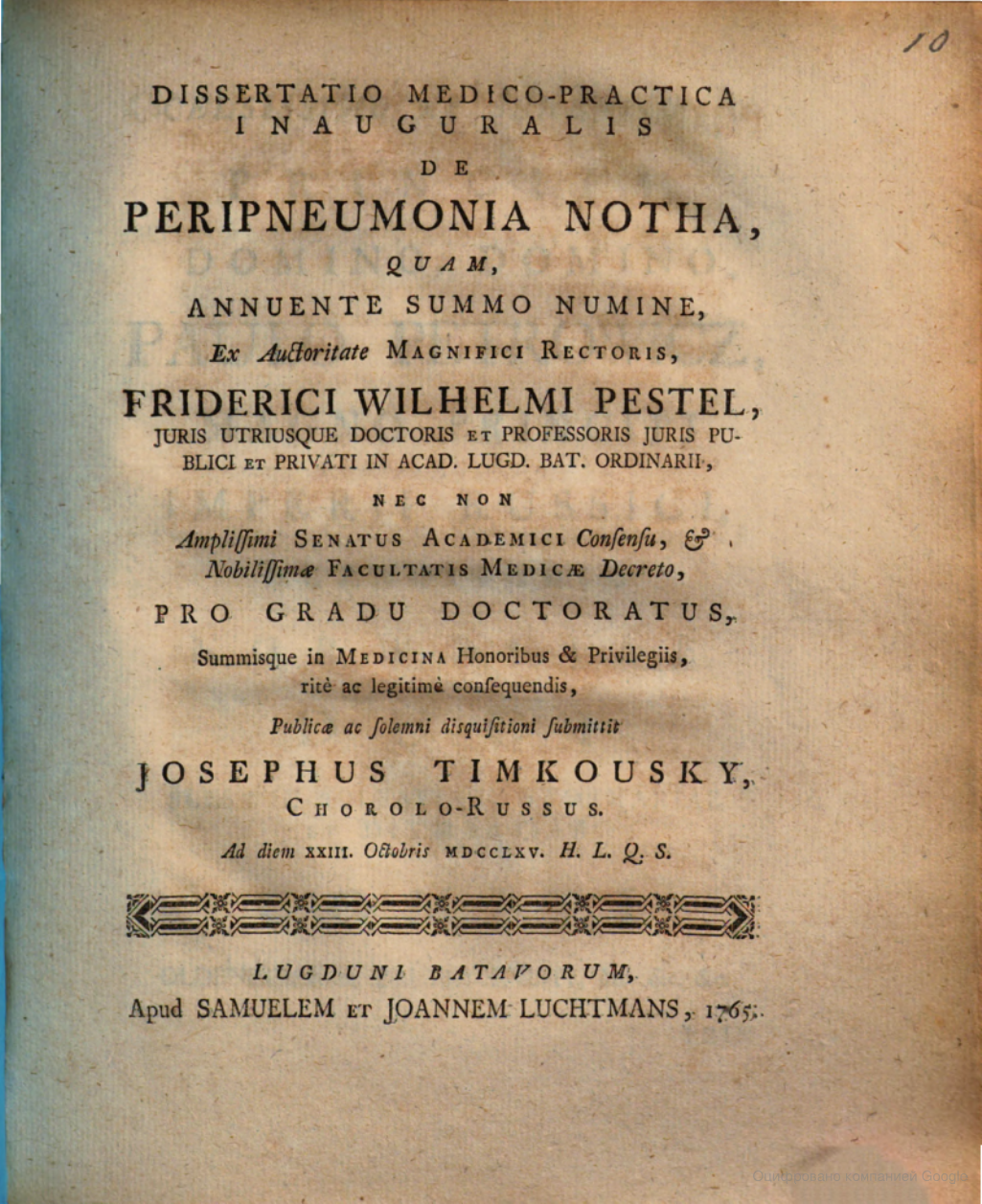
Титульна сторінка докторської дисертації Йосипа Тимковського

Народився 1732 року на хуторі Княжому в Грунській сотні Гадяцького полку Гетьманщини (ймовірно, в межах сучасного села В'язового Охтирського району Сумської області) в родині козака.
Навчався у Києво-Могилянській академії. Після її закінчення вступив до медичної школи при Петербурзькому адміралтейському шпиталі. 1758 року отримав звання підлікаря, призначений на службу до Балтійського флоту. Взяв участь у Семирічній війні.
1760 повернувся до адміралтейського шпиталю, невдовзі отримав звання лікаря. 1761 у числі десятьох здібних молодих лікарів (всі — українці) відправлений на навчання до Лейденського університету в Нідерландах. Згідно з записом в університетському журналі, був зарахований 12 вересня, на момент вступу мав 29 років. Далі продовжив навчання у Страсбурзькому університеті, де 1765 року захистив дисертацію «Про несправжні (хибні) пневмонії» (De peripneumonia notha) та здобув ступінь доктора медицини.
1766 після складання іспитів в Медичній колегії призначений дивізійним лікарем Смоленської дивізії РІА. Згодом став головним лікарем Першої армії, пізніше — Московської дивізії. Брав участь у російсько-турецькій війні.
У грудні 1781 отримав посаду штадт-фізика — головного інспектора медичних закладів у Москві. Пробув на посаді до 1789. Звільнений за «вільнодумство та нешанобливе ставлення до Медичної колегії». Переведений до Ревельського шпиталю. 1790 подав у відставку. За деякими даними, повернувся в Україну, де працював лікарем. Рік смерті невідомий.

## Родина
Син Іван (1768—1837) — доктор медицини, дійсний статський радник, цензор, перекладач, директор гімназій і училищ Петербурзької губернії.